# جيك واتسون
جيك واتسون (بالإنجليزية: Jake Watson)‏ هو دراج أمريكي، ولد في 5 ديسمبر 1973، وتوفي في 12 مارس 1999.